# Leiotoma viridescens
Leiotoma viridescens är en skalbaggsart som först beskrevs av Jordan 1894.  Leiotoma viridescens ingår i släktet Leiotoma och familjen långhorningar.
Artens utbredningsområde är Gabon. Inga underarter finns listade i Catalogue of Life.